# Crunchyroll (Unternehmen, Schweiz)
Crunchyroll SA (ehemals Viz Media Switzerland und Anime Virtual S.A.) ist einer der größten Verlage für Animes und Mangas im deutschsprachigen Raum und ist die Schweizer Niederlassung des US-amerikanischen Unternehmens Crunchyroll. Neben Animes und Mangas vertreibt der Verleger ab 2020 auch Gesellschaftsspiele. Das Unternehmen ist in Lausanne in der Schweiz ansässig. Crunchyroll SA erwirbt national und international die Lizenzen von Spielfilmen, Serien und Mangas direkt bei den Produktionsstudios und Fernsehstationen. Das Unternehmen beauftragt zudem die Umsetzung und Synchronisation der Titel in deutscher Sprache. Diese wertet das Unternehmen im Kino, Home-Video-Bereich (DVD, Blu-ray, Video-on-Demand), und Literaturbereich (Bücher und Download) aus.

## Geschichte
Die Anime Virtual S.A. wurde 1995 von drei Studenten in Lausanne gegründet. Anfangs richtete sich Anime Virtual an den Markt in der Französischen Schweiz und importierten Gimmicks und Merchandising-Produkte aus Japan und VHS-Kassetten aus Frankreich und vertrieb diese an den Schweizer Comicläden. 1999 eröffnete die Schweizer Firma eine deutsche Vertriebstochter, die als eine Einpersonengesellschaft unter den Namen Anime Virtual gegründet wurde und ihren Sitz in Frankfurt am Main hatte, später erfolgte die Umfirmierung der Betriebstochter zur Anime Virtual GmbH. Im Jahr 2001 begann das Unternehmen mit der Auswertung seiner Lizenzen auf Video, später ab 2002 auch auf DVD.
2006 gründete das Unternehmen mit seinem französischen Kooperationspartner Kazé das gemeinsame, europaweite CD-Label Wasabi Records, unter dem Anime-Soundtracks und CDs japanischer Künstler erscheinen. Zusammen organisieren beide Unternehmen auch J-Pop-Konzerte in Europa (z. B.: Kokia, Olivia, Akino Arai & Ra:IN).
Anfang 2008 erweiterte das Unternehmen sein Portfolio um nationale und internationale Realfime und gründete sein zweites Hauptlabel Eye See Movies, unter dem asiatische, europäische und amerikanische Filme vermarktet werden.
Am 28. August 2009 gaben die japanischen Verlage Shōgakukan und Shūeisha, sowie das Unternehmen Shōgakukan-Shūeisha Productions Co., Ltd. die Akquisition von Anime Virtual S.A. sowie dem französischen Vertriebsunternehmen Kazé SAS bekannt. Beide Unternehmen werden in Europa von Viz Media Europe vertreten. Zur Harmonisierung der Marken beschlossen die Unternehmen in Europa gemeinsam unter dem gleichen Label Kazé (jap. Wind) aufzutreten. Die einzelnen Unternehmen fungieren dennoch selbstständig voneinander und führen bei gleichen Lizenzen marktabhängige Koproduktionen durch.
Im Jahr 2009 wurden der DVD-Verlag Anime Virtual S.A. aus Lausanne und der DVD-Vertrieb AV Visionen GmbH aus Berlin Teil der japanischen Verlagsgruppe ShoPro-Shogakukan-Shueisha, die in den USA und Europa unter dem Namen Viz Media bzw. Viz Media Europe Group operiert. Um die Integration in die weltweite Mediengruppe zu besiegeln, wurde am 8. August 2011 die Anime Virtual SA in Viz Media Switzerland umfirmiert.
Seit März 2012 veröffentlicht Viz Media Switzerland unter dem Label Kazé Manga in Deutschland auch Mangas.
Nach einer großen Umfrage im eigens produzierten Newsletter, stellte Kazé Anime die gelben Untertitel um, sodass ab April 2016 alle neuen Titel Untertitel in weiß beinhaltet sind.
Im November 2017 hat Kazé Deutschland angekündigt ab 2018 von ihnen im Kino gezeigte asiatische Realfilme unter dem neuen Label Kazé Movie fürs Heimkino zu veröffentlichen.
Crunchyroll teilte am 6. September 2019 mit, dass man die Viz Media Europe Group und dessen Tochterfirmen mehrheitlich übernommen hat. Somit gehen auch Viz Media Switzerland, mit seinem Label Kazé Deutschland und seiner Video-on-Demand-Plattform Anime on Demand, mehrheitlich an Crunchyroll. Hitotsubashi Group behält eine Minderheitsbeteiligung. Viz Media Switzerland teilte Ende September 2019 mit, zukünftig Spiele zu veröffentlichen, dazu wurde das Sublabel Kazé Games gegründet. Das Label deckt den klassischen Freizeit-Spielemarkt im Bereich Brettspiele, Kartenspiele und Rollenspiele ab. Das Angebot sollte im Frühjahr 2020 starten. Als Einstieg werden dabei die Spiele Mangaka, Record of Dragon War, Zombie World, Liminal und ICRPG erscheinen. Durch die weltweite Covid-19-Pandemie wurde der Start des Spiele-Labels auf unbestimmte Zeit verschoben. Am 2. April 2020 firmierte die Viz Media Switzerland SA zur Crunchyroll SA um. Das Jahr 2020 wurde das erfolgreichste Jahr für die Crunchyroll SA, aufgrund der Covid-19-Pandemie konnten die Verkäufe an Animes und Mangas zum Teil vervielfacht werden, auch bei Anime on Demand ist ein erhöhter Kundenwachstum zu verzeichnen.

## Logos

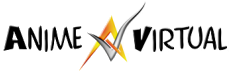
Anime Virtual-Logo bis 2011
Kazé-Logo bis 2022
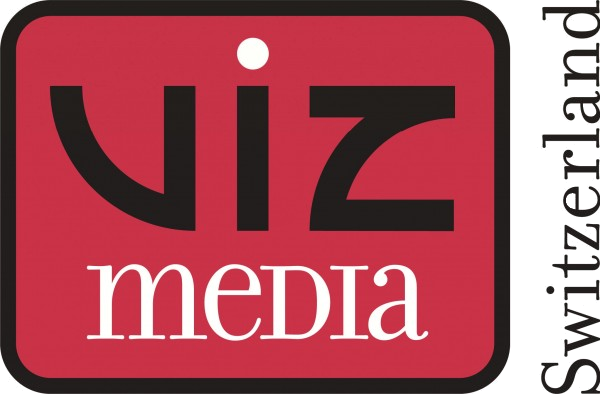
VMS-Logo von 2011 bis 2018
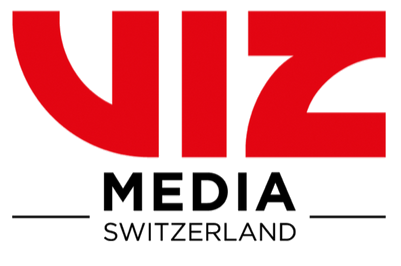
VMS-Kompakt-Logo von 2018 bis 2020
VMS-Langlogo von 2018 bis 2020
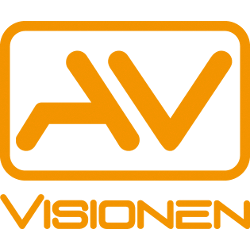
AV Visionen-Logo von 1999 bis 2022
Langlogo (2020 bis 2024)
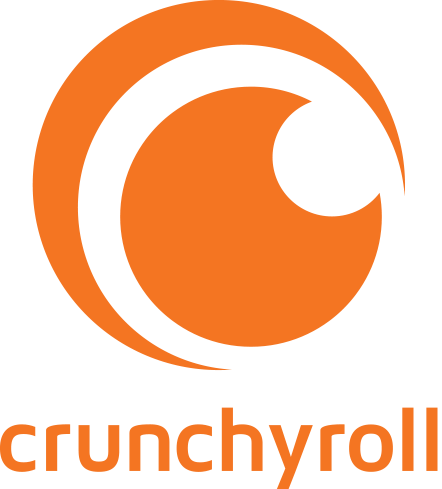
Kompaktlogo (2020 bis 2024)
Langlogo (seit 2024)
Kompaktlogo (seit 2024)

## Crunchyroll GmbH
Die Crunchyroll GmbH (ehemals AV Visionen GmbH und Anime Virtual GmbH) ist der Medienvertrieb und Filmverleih der Crunchyroll SA und hat seinen Sitz in Berlin. Das Unternehmen beauftragt die Umsetzung und Synchronisation der Titel in deutscher Sprache für die Labels Kazé Anime und Crunchyroll. Diese wertet das Unternehmen im Kino und Home Entertainment-Bereich auf DVD, Blu-ray und Video-on-Demand aus. Zu den erfolgreichsten Veröffentlichungen zählen die Kinofilme Die letzten Glühwürmchen mit über 50.000 und Das Mädchen, das durch die Zeit sprang mit über 25.000 verkauften DVDs. Auch Fernsehserien wie Ouran High School Host Club und Vampire Knight erwiesen sich als erfolgreich. Neben Titel von Kazé vertreibt das Unternehmen auch Titel von Peppermint Anime, Anime House und Nipponart.
1999 gründete die Schweizer Anime Virtual S.A. eine deutsche Vertriebstochter als eine Einpersonengesellschaft. Die Vertriebstochter war bei Frankfurt am Main ansässig. Bis zum Jahr 2002 hat sich die Gesellschaft zu einem kleineren Unternehmen vergrößert und es erfolgte die Umfirmierung zur Anime Virtual GmbH. 2003 erfolgte die Verlegung des Sitzes nach Berlin. Im Jahr 2007 hat sie sich in AV Visionen GmbH umfirmiert, da sich der Vertrieb im Laufe der Jahre auch auf nicht-japanische DVDs sowie Produkte anderer Firmen erweiterte. Die AV Visionen baute 2007 die Video-on-Demand-Plattform Anime on Demand auf und gründete die Tochterfirma Anime on Demand GmbH, welche für den Betrieb der Seite verantwortlich war.
2007 stieg die AV Visionen in den Filmverleih ein und debütierte mit dem preisgekrönten Anime Das Mädchen, das durch die Zeit sprang auf dem Fantasy Filmfest. Der offizielle Start des Verleihs erfolgte im September 2007. Mit Brave Story (2008) und Summer Wars (2010) wurden weitere Animefilme in den deutschen Kinos ausgewertet. Neben Anime und Filmen aus Asien, Amerika und Europa bietet der Filmverleih auch Dokumentationen an. 2009 gingen die beiden Tochterunternehmen Anime on Demand GmbH und Mangakultur GmbH wieder in die AV Visionen GmbH auf. Seitdem war die AV Visionen für die Plattform Anime on Demand verantwortlich. Bis 2019 vertrieb die AV Visionen Mangas des Label Kazé Manga in Kooperation mit der Egmont Verlagsgesellschaft. Die Vertriebspartnerschaft wurde zum 31. Mai 2019 gekündigt und AV Visionen vertreibt nun die Titel des Labels in Eigenregie. Die Auslieferung der Mangas erfolgt weiterhin über die Vereinigte Verlagsauslieferung. Die AV Visionen GmbH hat sich zum 1. Mai 2022 in Crunchyroll GmbH umfirmiert.

## Anime on Demand
Anime on Demand war die hauseigene Video-on-Demand-Plattform der Crunchyroll SA und wurde durch die AV Visionen GmbH betrieben. Sie wurde am 8. Dezember 2021 eingestellt. Über Anime on Demand wurden Anime-Titel des Hauseigenen Publisher-Labels Kazé Anime, aber auch Titel von externen Publishern als Video on Demand ausgewertet.

## Home Entertainment
Ein Großteil der Anime-Disc-Veröffentlichungen wertet das Unternehmen zusätzlich auf der Namensgleichen Video-On-Demand-Plattform Crunchyroll aus. Neben Anime und Manga werden auch westliche Real-Filme/-Serien sowie Dokumentationen auf Disc ausgewertet. Am 1. Juni 2022 wurde angekündigt, dass das Label Kazé und seine Sublabels unter der Marke Crunchyroll vereint werden. Dies betrifft sowohl den Disc-, Manga- wie auch dem Spiele-Bereich. Neue Veröffentlichungen neuer Titel sollen dann unter der Marke Crunchyroll erscheinen, während weiterlaufende ältere Titel vorerst weiterhin unter der Marke Crunchyroll erscheinen sollen. Auch die Veröffentlichungen der Marke Eye See Movies sind davon betroffen, dessen Veröffentlichungen seit dem 19. Mai 2022 beginnend mit der deutschen Dramaserie Wild Republic unter der Marke Crunchyroll veröffentlicht werden.

### Ehemalige Labels
- Kazé Anime: Unter dem Sublabel Kazé Anime veröffentlicht die Crunchyroll SA Animes im deutschsprachigen Raum auf physischen Discs. Zu dem Portfolio gehören unter anderem die Anime-Serien Sailor Moon, My Hero Academia und Fairy Tail.
- Kazé Movie: Das Sublabel dient der Veröffentlichung von Realfilm-Adaptionen von Anime- und Manga-Produkten und ist seit 2018 aktiv.
- Kazé Manga: ist das Sublabel für Manga-Publikationen. Dieses Label besteht seit 2012. Die Mangas werden in Buchform ausgewertet.
- Kazé Games: ist das Jüngste der Kazé-Sublabels und dient der Veröffentlichung von Gesellschaftsspielen. Das Portfolio wird Brettspiele, Rollenspiele und Kartenspiele umfassen und sollte ursprünglich im Frühjahr 2020 an den Start gehen. Aufgrund der Covid-19-Pandemie wurde dies auf unbestimmte Zeit verschoben.[8]

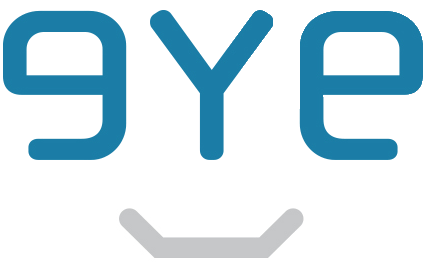
Logo von Eye See Movies

- Eye See Movies: wurde für asiatische, europäische und amerikanische Realfilme/-serien und Dokumentationen verwendet. Das Label konzentrierte sich auf Filme und Serien für Jugendliche und junge Erwachsene. Das Label wurde im Mai 2022 eingestellt, neue Publikationen erscheinen unter dem Namen Crunchyroll.
- Anime Video: Altes Hauptlabel. Wurde für den größten Teil der Anime-Veröffentlichungen verwendet und ist in Kazé Anime aufgegangen. Das Label war neben Deutschland auch in Polen aktiv.
- EVA (Erotic Video Animation): Für Soft-Hentai-Veröffentlichungen. Später ist es in Kazé Anime aufgegangen.
- Ikasu: Für Veröffentlichungen speziell für eine ältere Zielgruppe. Das Label wurde in Zusammenarbeit mit Egmont Manga & Anime betrieben. Das Label wurde eingestellt und wieder veröffentlichte Titel des Labels wurde unter dem Label Kazé Anime durchgeführt.
- AV2: Für Veröffentlichungen, die eher für älteres Publikum bestimmt sind. Es ging später in Anime Video aufgegangen.

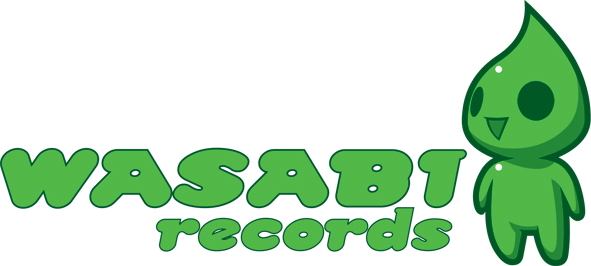
Logo von Wasabi Records

- Wasabi Records war das gemeinsame Musiklabel von Viz Media Switzerland und Kazé Frankreich. Es wurde 2006 gegründet und diente zur europäischen Veröffentlichung von Japanischer Musik. Das Portfolio umfasste ein Angebot von Anime-Soundtracks bis hin zu J-Pop und J-Rock. Der Name Wasabi Records leitet sind vom japanischen Meerrettich Wasabi ab. Das Label wurde eingestellt und der Schutzstatus der Marke ist seit 2015 ausgelaufen.[18][19]

## Crunchyroll Anime Night
Unter dem Eventnamen Crunchyroll Anime Night (bis Juni 2022: Kazé Anime Nights) finden seit 2016 jährlich Kinoevents in Deutschland und Österreich statt. Dabei werden Animes und dessen Realfilm-Adaptionen über das Jahr verteilt im Kino gezeigt. Während anfänglich knapp 40 Kinos dran teilgenommen haben, waren es 2019 über 200 Kinos. Zu den teilnehmenden Kinos gehören unter anderem die Kinoketten Cinemaxx, Cineplex und UCI. Die Kazé Anime Nights stehen auch anderen Publishern offen, so wurde 2019 der Film Human Lost aus dem Portfolio von Universum Film aufgenommen, der Film debütierte am 26. November 2019 auf den Kazé Anime Nights. Wegen der Corona-Pandemie fiel das Kinoevent ab März 2020 aus, stattdessen zeigte man das Event als Sonderprogrammierung auf der Video-on-Demand-Plattform Anime on Demand. 2020 fanden Kazé Anime Nights auch in einzelnen Kinos in der deutschsprachigen Schweiz statt. Ab 2022 wuchs auch in der Schweiz die Anzahl teilnehmender Kinos wesentlich an und es fanden auch in der Französisch sprechenden Schweiz Vorführungen statt, in Einzelfällen wie beim Film Jujutsu Kaisen 0 ebenfalls im italienisch-sprechenden Tessin. Im Rahmen des Kazé-Rebrandings wurden im Juni 2022 die Kazé Anime Nights zu Crunchyroll Anime Night umgelabelt.